# Sartidia angolensis
Sartidia angolensis là một loài thực vật có hoa trong họ Hòa thảo. Loài này được (C.E.Hubb.) De Winter miêu tả khoa học đầu tiên năm 1963.